# Canonical
Canonical ist ein britischer Linux-Distributor. Das Unternehmen gehört dem südafrikanischen Unternehmer Mark Shuttleworth und hat seinen Hauptsitz im 27. Stock des Millbank Tower im Londoner Stadtteil City of Westminster. Im Sommer 2006 eröffnete Canonical ein Büro in Montreal für den globalen Kundendienst und Dienstleistungsbetrieb.

## Produkte
Canonical ist Sponsor der kostenlosen Debian-basierten Linux-Distribution Ubuntu und bietet zusätzlich Unterstützung bei der Installation und Konfiguration von Ubuntu und offiziell unterstützter Derivate an. Canonical bietet außerdem eine Serverversion von Ubuntu mit teilweise mehreren Jahren „Long Term Support“ an. Der Kunde bezahlt für die Unterstützung, nicht für die Programme. Bei dem Verwaltungsprogramm „Landscape“ muss man jedoch bereits die kostenpflichtige Betreuung von Canonical abonniert haben, um Zugriff zu erhalten. Zudem bietet es IT-Beratung, Schulungen, Zertifizierungen, Rechtsschutzversicherungen gegen Klagen um geistiges Eigentum sowie Paketierungen von Programmen als Debian-Paket für Ubuntu an und arbeitet mit Erstausrüstern zusammen. Das Unternehmen war viele Jahre unprofitabel und wurde von dem Gründer Mark Shuttleworth finanziell gestützt. Seit dem Jahr 2018 erwirtschaftet das Unternehmen Gewinne.
Weitere Projekte sind unter anderem eine Webanwendung zur Unterstützung bei der Entwicklung von freier Software namens Launchpad und eine proprietäre Webanwendung namens Landscape, die IT-Fachleuten bei der Systemadministration behilflich ist. Mit Ubuntu One betrieb Canonical einen Online-Speicherdienst, welcher zum 1. Juni 2014 eingestellt wurde.
Außerdem kündigte das Unternehmen 2013 die Entwicklung eines eigenen Smartphones an, das durch Crowdfunding finanziert wird. Mit der Kampagne wurden zwar Einnahmen in Rekordhöhe erzielt, der notwendige Gesamtbetrag aber dennoch nicht erreicht – damit scheiterte das Projekt. Trotz des Scheiterns der Crowdfundingkampagne arbeitet Canonical weiter an dem Projekt. Ziel ist es, Ubuntu Touch und Ubuntu soweit möglich auf demselben Code aufzubauen, sodass auf Desktop und Mobilgeräten dieselben Programme genutzt werden können. In Zusammenarbeit mit dem spanischen Hersteller BQ wurde das BQ Aquaris E4.5 Ubuntu Edition zum ersten auf dem Markt befindlichen Smartphone mit diesem Mobilbetriebssystem. Somit stellt das Unternehmen das erste GNU/Linux-System, das sowohl als Desktop- als auch Mobilvariante erhältlich ist, zur Verfügung. Am 5. April 2017 wurde von Mark Shuttleworth die Absicht erklärt, die Produkte Convergence und somit Ubuntu für Phones und Tablets nicht fortzuführen. Ebenso soll die distributionseigene Desktopumgebung Unity nicht weiterentwickelt werden, so dass Ubuntu 17.10 mit Gnome Shell als Desktopumgebung ausgeliefert werden soll. Weiterhin wird auch der selbst entwickelte Anzeigeserver Mir zugunsten von Wayland eingestellt. Das Unternehmen wird sich mehr in Richtung Cloud und IoT entwickeln, Sparten, die mehr Gewinn ermöglichen als der Consumer-Bereich.
Das Unternehmen unterstützt die weltweite Veranstaltung „Software Freedom Day“, bei der sich verschiedene regionale Gruppen aus Nutzern und Entwicklern von freier Software treffen. Zudem unterstützt es die GNOME-Entwicklerkonferenz GUADEC.

### Einsatz in der Automobilindustrie
Ende Oktober 2022 kündigte Canonical an, Software-Komponenten für den Einsatz in der Automobilindustrie liefern zu wollen. Dazu vereinbarte das Unternehmen eine Partnerschaft mit Elektrobit, einem Tochterunternehmen von Continental.

## Kritik
Canonical wird immer wieder vorgeworfen, die Entwicklung von Ubuntu negativ zu beeinflussen. Nach Meinung eines Teils der Gemeinschaft sei das Betriebssystem sehr stark auf die Bedürfnisse von Umsteigern ausgelegt, die zuvor auf einer anderen Plattform gearbeitet haben. Insbesondere der Wechsel von Gnome zur hauseigenen Unity-Benutzeroberfläche hat in der Entwicklergemeinde eine sehr große Diskussion ausgelöst.
Auch Canonicals Umgang mit anderen Open-Source-Projekten und der Linux-Gemeinschaft wird oft kritisiert. Anfang 2013 kündigte Canonical an, aus dem Projekt Wayland, das einen Ersatz für den in die Jahre gekommenen X11-Displayserver entwickelt, auszusteigen und stattdessen einen eigenen zu entwickeln, woraus das Projekt Mir entstand. Im April 2017 gab Canonical in einer Erklärung bekannt, dass Unity samt Mir gescheitert sei und ab der Ubuntu-Version 17.10 den GNOME-Desktop samt Wayland als Standard nutzen wird.
Das Debian-Projekt hat Canonical mehrfach für den Umgang mit den eigenen Paketen kritisiert. Canonical bediene sich zwar fleißig bei Debian, führe selbst aber kaum Änderungen (sogenannte Patches) an das Projekt zurück. Als Reaktion auf die monatelange Diskussion wurde im März 2011 eine Austauschplattform gegründet, mit der die Zusammenarbeit zwischen Canonical beziehungsweise Ubuntu und Debian verbessert werden soll. Canonical selbst hat auf die Kritik mit dem Angebot reagiert, einige Mitarbeiter für die freiwillige Arbeit am Debian-Projekt abzustellen.
Umstritten war auch die Shopping Lense innerhalb von Ubuntu. Auf die Kritik, dass das Amazon Partnerprogramm dem Datenschutz zuwiderlaufe, äußerte Mark Shuttleworth Unverständnis und warb um Vertrauen. Zunächst wurden Suchanfragen nicht mehr direkt an Amazon gesendet und später die Funktion vollständig entfernt.